# Zuzanna Dąbrowska
Zuzanna Agata Dąbrowska-Denisiuk (ur. 2 lutego 1966) – polska dziennikarka prasowa, radiowa i telewizyjna, wykładowczyni akademicka.

## Życiorys
W PRL była działaczką opozycji demokratycznej (m.in. kurierką Barbary Labudy). Publikowała w licznych czasopismach podziemnych, przygotowywała teksty do druku. Brała udział w akcjach ulotkowych i happeningach, organizowała spotkania akademickie z ludźmi kultury. W latach 1986–1988 redagowała i wydawała wrocławskie pismo „WiPek”. Działała w Ruchu Wolność i Pokój. W 1987 była jedną z założycielek Polskiej Partii Socjalistycznej, a następnie PPS-Rewolucja Demokratyczna.
Studiowała kulturoznawstwo na Uniwersytecie Wrocławskim, obroniła pracę magisterską z polityki społecznej na Uniwersytecie Warszawskim. 
W 1997 była rzeczniczką prasową pełnomocnika rządu ds. powodzi. W okresie 1998–2002 była radną sejmiku województwa mazowieckiego z listy SLD. Nie uzyskała reelekcji w kolejnych wyborach samorządowych, startując z listy SLD-UP. Od 2002 była rzecznikiem prasowym Pełnomocnika Rządu ds. Równego Statusu Kobiet i Mężczyzn, następnie do 2005 pracownikiem gabinetu wicepremier Izabeli Jarugi-Nowackiej.
Jako dziennikarka współpracowała z pismem „Lewą Nogą”. Była również komentatorką „Przeglądu Tygodniowego” oraz szefem działu politycznego „Trybuny”. Była także szefową działu politycznego w „Dzienniku” (zastąpiła Michała Karnowskiego) oraz w „Dzienniku Gazecie Prawnej”. 
Od 2008 do 2011 była komentatorką w programie publicystycznym Antysalon Ziemkiewicza nadawanym w TVP Info. W 2011 prowadziła wywiady w wieczornym programie TVP Info - „Info Dziennik - Gość”. 
Po sześciu latach pracy w Radiowej Jedynce, gdzie była gospodynią programów publicystycznych „Z kraju i ze świata”, „Sygnały dnia”, „Polska i świat” odeszła z Polskiego Radia w czerwcu 2016.
Prowadzi warsztaty z publicystyki politycznej w Instytucie Dziennikarstwa Uniwersytetu Warszawskiego. Prowadzi program "Na celowniku" dla telewizji internetowej wPunkt. 
Od 2016 roku jest dziennikarką działu politycznego dziennika „Rzeczpospolita”.

## Odznaczenia
21 października 2016 została odznaczona przez prezydenta Andrzeja Dudę Krzyżem Wolności i Solidarności. 19 czerwca 2020 odznaczona Krzyżem Oficerskim Orderu Odrodzenia Polski, za "wybitne zasługi w działalności na rzecz przemian demokratycznych w Polsce".

## Życie prywatne
Była żoną Piotra Ikonowicza, następnie wyszła za mąż za Mariusza Denisiuka, ma dwoje dzieci.